# Neurolei
Neurolei ou neurodireito é um campo interdisciplinar que liga a neurociência ao direito e que emergiu na década de 90 a partir do estudo do sistema nervoso humano como uma nova dimensão dos fenômenos jurídicos. Partindo do pressuposto de que a lei regula o comportamento humano, e o cérebro desempenha um influente papel na geração desse comportamento, seu objetivo é usar descobertas neurocientíficas para ampliar a compreensão do comportamento humano a fim de melhor regula-lo dentro do campo da justiça.

## História

O diagrama acima é uma visão geral dos diversos padrões de atividade cerebral detectados por varredura de imagem por ressônancia magnética funcional. As regiões destacadas em amarelo são onde ocorre a maioria das atividades. Os níveis TR e CR representam "dizer a verdade". Os sinais LT indicam que o indivíduo está retendo informações. Os sinais de LN indicam que o indivíduo está inventando informações.

Antes de se popularizar, o neurodireito teve um início modesto e aparentemente inócuo. O conceito foi cunhado pelo jurista J. Sherrod Taylor em uma publicação de 1991 com o objetivo de descrever os cursos convergentes entre a neuropsicologia e o sistema jurídico. E era usado para explicar o crescente uso de especialistas em processos civis envolvendo lesão cerebral decorrente de traumatismo, onde o foco principal era conseguir indenizações e demais prêmios legais para as vítimas. Logo, não havia nenhuma ambição em alterar a doutrina do direito penal e nem em influenciar o debate sobre responsabilidade e culpabilidade.
Mas desde o início o principal impacto da neurolei foi o fascínio provocado pelo uso de neuroimagens, que permitia a não cientistas um entendimento muito mais acessível do funcionamento do cérebro. Posteriormente notou-se que esse novo conhecimento abria possibilidades de entender melhor uma série de causas por trás de diversos comportamentos humanos que se relacionavam a uma variedade de questões jurídicas, inclusive questões relativas a culpa e a responsabilidade.

## Aplicações
- Pode ser empregada em casos de direito penal em contextos de defesa por insanidade, a fim de melhor embasar a análise forense de um psiquiatra, psicólogo ou outro especialista forense designado.[5]
- É útil na orientação da elaboração de leis mais justas por se basear na melhor compreensão do funcionamento do cérebro existente.
- Pode ser usada em técnicas de diagnóstico a fim de resolver uma série de problemas jurídicos práticos, tais como técnicas aprimoradas de detecção de mentira baseadas no funcionamento do cérebro. Técnicas objetivas e mais precisas de avaliação da capacidade individual mental de indivíduos. E em técnicas capazes de fornecer uma correlação probabilística entre características do cérebro e as propensões, periculosidade e reincidência criminal de indivíduos.
- Pode ser empregada em uma variedade de técnicas de intervenções, a fim de sanar um problema no cérebro identificado como causa principal de um ato criminoso.[2]